# 威爾弗雷德·哈德森·奧斯古德

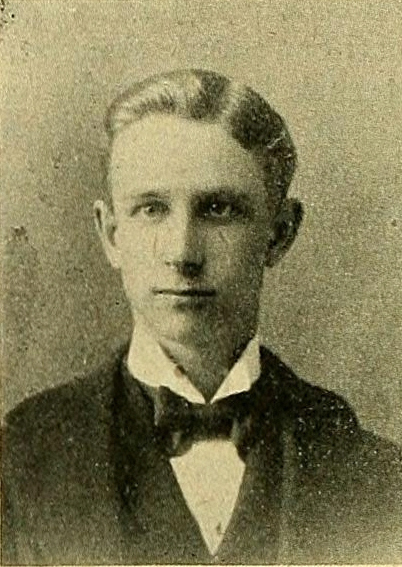
威爾弗雷德·哈德森·奧斯古德，攝於1897年

威爾弗雷德·哈德森·奧斯古德（Wilfred Hudson Osgood，1875年12月8日—1947年6月20日）是一位美國動物學家。

## 生平
1875年，奧斯古德出生於美國新罕布夏州羅徹斯特，1888年隨家族搬至加州，並就讀於當地聖塔克拉拉與聖荷西的學校。奧斯古德在亞利桑那州的一所學校教過1年書，隨後到新成立的史丹佛大學任教。
1909年，奧斯古德任職於芝加哥的菲爾德自然史博物館，於1909年至1921年間擔任哺乳動物學與鳥類學的助理策展員，並於1921年至1940年間擔任動物學的策展員。
奧斯古德逝世於1947年6月20日，單身。

## 外部連結
- Biography at USGS （页面存档备份，存于）